# Arnošt Förchtgott
Arnošt Förchtgott Tovačovský, známý také pod pseudonymem Bohaboj; (28. prosince 1825 Tovačov – 18. prosince 1874 Vídeň) byl moravský hudební skladatel, sbormistr a pěvec (baryton), autor sborů, kantát, úprav lidových písní, chrámové a jiné hudby.
V roce 1848 se stal významným studentským revolucionářem, a to nejen díky zhudebnění revolučních básní, ale především také jako velitel roty studentů filosofie a chirurgie ozbrojené olomoucké „Akademické legie“.

## Život
Arnošt se narodil v rodině Josefa Förchtgotta, rektora tovačovské školy a ředitele zdejšího kůru. Měl 13 sourozenců, z nichž 6 zemřelo v dětství a většina ostatních v dospělejším věku na zděděnou tuberkulózu. Za Arnoštova mládí rodinou proběhlo také několik epidemií cholery, tyfu[nepřesný odkaz] a úplavice. Později během olomouckých studií byl Arnošt Förchtgott zdráv, nicméně po přestěhování do Vídně se mu vrátily zdravotní problémy v podobě plicní tuberkulózy, která pak v dalších letech brzdila jeho tvůrčí činnost.
Arnošt se od dětství věnoval hudbě pod vedením svého otce. Hrál na piano a na smyčcové nástroje a již v devíti letech byl údajně schopen zastupovat otce při figurálních mších. V letech 1839–1845 absolvoval v Olomouci gymnázium, pak studoval do roku 1848 na Filosofické a později na Právnické fakultě olomoucké univerzity.
Na univerzitě jej ovlivnily vlastenecké názory olomouckých profesorů revolucionářů, zejména Aloise Vojtěcha Šembery a Jana Helceleta. Podílel na politických, národních a kulturních událostech revolučního roku 1848. Aktivně se zapojil do Slovanské lípy, prvního politického spolku na Moravě a stal se i velitelem jedné roty ozbrojené Akademické legie olomoucké univerzity. Kromě toho byl činný i na poli hudebním, mimo jiné také jako vedoucí zpěvu studentského sdružení pěveckého, založeného roku 1847 studenty práv.
Po nástupu Bachova absolutismu, který se na olomoucké univerzitě projevil rozsáhlými čistkami a perzekucemi dřívějších revolucionářů, odešel v roce 1852 Arnošt Förchtgott do Vídně, kde nejprve pokračoval ve studiu práv, ale brzy se začal plně věnovat hudbě. Zpočátku vyučoval hru na klavír a zpěv v soukromém hudebním ústavu. Od roku 1856 byl vychovatelem hraběnky Terlagové, od roku 1858 pak učitelem ve Spolku pro zvelebení církevní hudby ve Vídni, kde prospěl jako zpěvák a dirigent.
V roce 1862 stál Förchtgott u založení Slovanského zpěváckého spolku, prvního českého sdružení ve Vídni, byl činný ve Slovanské besedě a v dalších menšinových spolcích.
V roce 1875 složil Leoš Janáček Zvuky ku památce Förchtgotta-Tovačovského.

## Dílo
K vlastní skladatelské činnosti Arnošta Förchtgotta patří Tiše potok pluje loukou (1844) a mužské čtverozpěvy, z nichž radostná Společenská je odrazem veselého společenského života českých studentů v Olomouci. Vrcholem tohoto počátečního období je mužský sbor Přijde jaro, přijde... na slova olomouckého studenta práva, revolucionáře, spoluzakladatele Slovanské lípy a básníka Jana Vlka. Píseň, vyjadřující touhu po svobodě a přesvědčení o šťastnější budoucnosti rychle zlidověla.
Ve Vídni Förchtgott uvedl řadu vlastních skladeb zejména zhudebňujících vlastenecké verše českých básníků, jako například Orle, pestrý orle, Žene mrak se černý, Husitská, Vlasti Jana Vlka, či Stráž u Vyšehradu A. V. Šmilovského. Velký význam měly také jeho harmonizace ruských, ukrajinských, srbských, bulharských, slovenských a českých lidových písní.
Förchtgott patří k českým hudebníkům, kteří svou činností vytvářeli podmínky pro další rozmach české hudby.